# 約翰·布羅

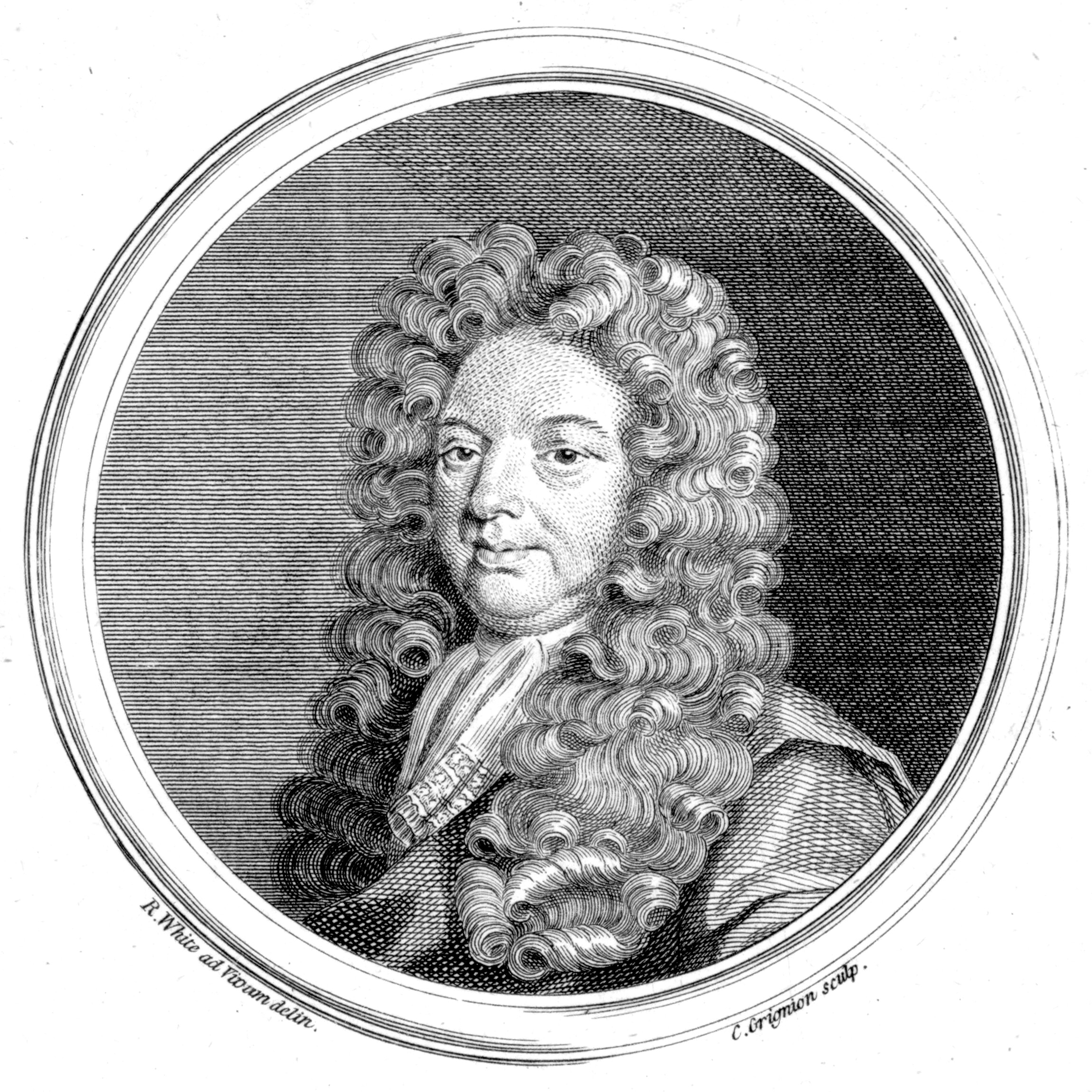
约翰·布罗

約翰·布羅（英語：John Blow；1649年2月23日—1708年10月1日），是英國的巴洛克風格作曲家和管風琴師。

## 簡介
布羅1668年末被任命為西敏寺的管風琴師，1673年9月，與伊麗莎白·布拉多克結婚，在1678年成為音樂博士，1685年，他被任命為詹姆斯二世的私人音樂家。1687年，他成為聖保羅大教堂的合唱團長，他的許多作品都在那裡演出。1695年，他被選為聖瑪格麗特教堂的管風琴師，據說他之前在1679年曾從此職位退休或被解僱以讓位給後進普賽爾。1700年，他被任命為新設立的皇家教堂作曲家職位。
約翰·布羅於1708年10月1日在家中去世，享年59歲。